# Garcia (album)
Pour les articles homonymes, voir García.
Albums de Jerry Garcia
New Riders of the Purple Sage
(1971) Compliments
(1974)
Garcia (1972) est le premier album solo de l'auteur-compositeur-guitariste-chanteur de rock américain, Jerry Garcia. Jerry Garcia était le guitariste du groupe Grateful Dead.

## Présentation
L'album a été classé 35e album pop-rock au Billboard en 1972.
Le style musical est très varié, allant du rock de "Sugaree" à la musique d'avant-garde de "Late for Supper" en passant par la musique psychédélique de "The Wheel".

## Titres de l’album
1. Deal (Robert Hunter, Jerry Garcia) – 3:14
2. Bird Song (Hunter, Garcia) – 4:26
3. Sugaree (Hunter, Garcia) – 5:54
4. Loser (Hunter, Garcia) – 4:10
5. Late For Supper (Garcia) – 1:37
6. Spidergawd (Garcia, Bill Kreutzmann) – 3:25
7. EEP Hour (Garcia, Kreutzmann) – 5:08
8. To Lay Me Down (Hunter, Garcia) – 6:18
9. An Odd Little Place (Garcia, Kreutzmann) – 1:38
10. The Wheel (Hunter, Garcia, Kreutzmann) – 4:12

Robert Hunter a écrit les textes de six chansons.
L'album a été réédité en 2004 dans le coffret All Good Things avec les titres supplémentaires suivants:
11. Sugaree (Alternate Take) (Hunter, Garcia) – 7:13
12. Loser (Alternate Take) (Hunter, Garcia) – 4:06
13. Late For Supper / Spidergawd / EEP Hour (Alternate Takes) (Garcia, Kreutzmann)
14. The Wheel (Alternate Take #1) (Hunter, Garcia) – 4:04
15. The Wheel (Alternate Take #2) (Hunter, Garcia) – 2:53
16. Study for EEP Hour (Garcia, Kreutzmann) – 3:30
17. Dealin' from the Bottom (Studio Jam) (Garcia, Kreutzmann) – 1:25
18. Study for the Wheel (Garcia, Kreutzmann) – 3:22

## Musiciens
- Jerry Garcia - guitare acoustique, guitare électrique, pedal steel guitare, guitare basse, piano, orgue, chant
- Bill Kreutzmann - batterie